# رژف (پایگاه هوایی)
رژف (پایگاه هوایی) (به روسی: Ржев) فرودگاهی نظامی واقع در رژف در کشور روسیه است که توسط نیروی هوایی روسیه اداره می‌شود.